# Charles Baudin
Charles Baudin (1784-1854) fue un marino y militar francés del siglo XIX quien, entre otras campañas, participó en las guerras napoleónicas y en la denominada Guerra de los Pasteles en Veracruz, México, el año de 1838.

## Datos biográficos
Charles Baudin fue hijo de Pierre-Charles-Louis Baudin del departamento de Ardennes, en Francia. Desde 1800 participó como aspirante de segunda clase en la expedición Baudin, dirigida por el explorador Nicolás Baudin, que hizo exploraciones en los mares del sur, en las regiones Australes.
Al principio de su carrera fue maestro a bordo de la fragata la Piemontesa. En 1808 participó en un combate contra la flota británica en el Océano Índico en donde perdió el brazo derecho por una bala. A pesar de ello continuó su desempeño militar. En 1812 fue nombrado teniente de fragata y se le asignó el mando del navío le Renard; entonces recibió la encomienda de escoltar con una pequeña goleta un convoy de catorce barcos cargados de municiones con destino a Tolón, Francia. Zarpó de Génova el 11 de junio y durante la travesía se vieron acosados constantemente por varios navíos enemigos que en esa época infestaban el mar Mediterráneo. En un momento el convoy se vio atacado por naves británicas que los superaban en armamento y efectivos. Después de un combate feroz en el que murieron muchos hombres de la tripulación de Baudin, este salió airoso logrando llevar a buen puerto su cargamento. Esta acción de guerra le valió el ascenso a capitán de fragata.
Poco tiempo después dejó el servicio militar e ingresó en la actividad privada volviéndose comerciante, al tiempo que participó en la marina mercante de Francia. La revolución de 1830 hizo finalmente inviable su actividad comercial lo que lo hizo retornar al ámbito militar. En 1833, fue nombrado capitán de barco y en 1838, treinta años después de perder un brazo en el servicio de su patria, es promovido al rango de contralmirante.
En el mismo año de 1838, Baudin recibió el mando de la flota destinada a hacer presencia en México para exigirle a este país una indemnización con motivo del reclamo de ciudadanos franceses, sedicentes víctimas económicas de los movimientos revolucionarios ocurridos en ese país a partir de su guerra de independencia, entre los cuales había un restaurantero y pastelero que se dijo víctima de funcionarios mexicanos que habían consumido sus productos sin pagarlos, razón por la cual el conflicto internacional que se desarrolló fue denominado guerra de los pasteles.

## Guerra de los pasteles

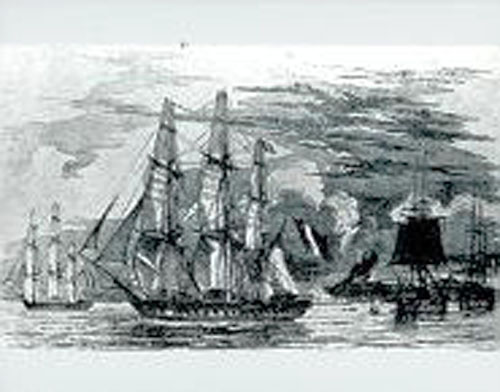
Bloqueo francés de San Juan de Ulúa en 1838

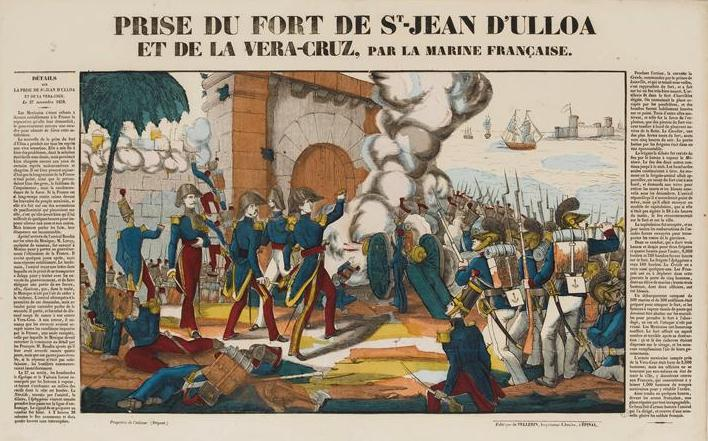
La Batalla de San Juan de Ulúa

Las operaciones de la Guerra de los Pasteles se enmarcan dentro de un intento francés de conseguir privilegios económicos en Hispanoamérica. Previamente se habían producido bloqueos a Buenos Aires (Argentina) y sobre Uruguay el 28 de marzo de 1837, bloqueo que se completó con la organización de un ejército insurgente contra Uruguay, que junto con el bloqueo marítimo acabó tomando la capital de Uruguay (el presidente de Uruguay renunció y se fue a Buenos Aires). Como explicaba una carta del vicecónsul francés Aimé Roger al primer ministro de Francia, el objetivo de este primer bloqueo era "Infligir a la invencible Buenos Aires un castigo ejemplar que será una lección saludable para todos los demás Estados americanos, corresponde a Francia hacerse conocer si quiere que se la respete".
México había acabado en 1836 la guerra con Texas, y el 28 de diciembre España reconoce finalmente la independencia de México (lo que eliminaba el problema de atacar un territorio reclamado por un país amigo), y llegado el año de 1838, aún no se había podido concertar un tratado definitivo en virtud de que el representante francés, el barón Deffaudis, no estaba de acuerdo con dos artículos del convenio. En consecuencia Deffaudis abandonó su misión diplomática en México y regresó a Francia, para volver al poco tiempo (marzo) acompañado de diez barcos de guerra que apoyaban las reclamaciones de su gobierno. Fondearon frente a la Isla de Sacrificios, Veracruz, amenazando con invadir el territorio mexicano si México no cumplía las condiciones que Deffaudis plasmó en un ultimátum, que vencía el 15 de abril.
Desde uno de los barcos envió Deffaudis el ultimátum en el que presentaba las reclamaciones de los súbditos franceses en México, por los perjuicios sufridos en sus personas y propiedades durante los movimientos revolucionarios ocurridos en el país.
Como no fueron aceptadas tales demandas por el gobierno mexicano, la flota francesa que estuvo formada por las fragatas la Néréide (barco que encabezó el ataque), la Gloire y la Ephigénie, junto con los navíos le Cyclope et le Vulcain, abrió fuego contra el fuerte de San Juan de Ulúa (Batalla de San Juan de Ulúa) y la ciudad de Veracruz el 27 de noviembre de 1838, por lo que al día siguiente capitularon ambas entidades, comenzando la guerra.
El gobierno de México reprobó ambas capitulaciones y expidió un decreto el 30 de noviembre anunciando que se declaraba la guerra al Rey de Francia, e inmediatamente pidió a Antonio López de Santa Anna que se pusiera al frente de las tropas e iniciara la ofensiva contra los franceses.
Santa Anna llegó a Veracruz y se dispuso a defender la ciudad, enviando una comunicación a Baudin informándole que no habían sido aprobadas las capitulaciones. En respuesta, el contraalmirante ordenó que una columna de 1000 hombres con artillería desembarcara con el propósito de aprehender a Santa Anna, y el 4 de diciembre consiguió desembarcar en Veracruz. Este, al darse cuenta del desembarco, reunió algunas fuerzas y entabló la lucha sin resultados definitivos para una u otra parte.
Ante esta situación, Baudin ordenó el embarco de sus tropas, que fueron perseguidas por los mexicanos hasta el muelle, donde los franceses, al disparar un cañón, pudieron detenerlos, resultando el propio Santa Anna herido en una pierna, la cual sería posteriormente amputada.
Baudin ordenó a continuación que la artillería naval hiciera fuego contra la ciudad, por lo que Santa Anna dispuso la evacuación del puerto, retirándose hasta Pocitos (a una legua de la ciudad y hoy un suburbio del puerto).
Fue la intervención de la marina británica la que determinó que Francia suspendiera su agresión. El mediador fue el inglés Richard Pakenham, quien consiguió reunir a los representantes mexicanos Guadalupe Victoria y Eduardo Gorostiza con el contraalmirante Baudin. El 9 de marzo de 1839 se firmó un tratado de paz, en el cual México se comprometía a pagar las indemnizaciones (seiscientos mil pesos en total), pero no así a mantener las garantías exigidas para los extranjeros en el futuro. Francia retiró, a cambio, la flota invasora, desistió de la indemnización por los gastos de guerra y el desconocimiento de las Declaraciones Provisionales de 1827, devolviendo además las naves incautadas.

## Fin de su carrera
Baudin fue nombrado vicealmirante el 22 de enero de 1839. En 1840, recibió el cordón de la Legión Extranjera francesa y se le asignó una misión militar y diplomática en Argentina. Del mismo modo fue designado comandante en jefe de las fuerzas navales francesas en Sudamérica.
Finalmente fue ascendido por Napoleón III al grado de almirante de Francia en 1854, año en el que falleció. Siendo de religión protestante, fue presidente del Consejo Central de las Iglesias Reformadas francesas.